# (4363) Sergej
(4363) Sergej (1978 TU7) – planetoida z pasa głównego asteroid okrążająca Słońce w ciągu 3,67 lat w średniej odległości 2,38 j.a. Odkryta 2 października 1978 roku.